# Zók
Zók es un pueblo ubicado en el distrito de Szentlőrinc, en el condado de Baranya, Hungría.

## Superficie
Posee una superficie de 8,930 kilómetros cuadrados.

## Demografía
Hasta 2019 la población era de 294 habitantes, con una densidad de población de 32,92 habitantes por kilómetro cuadrado.